# Hanover (Maine)
Hanover es un pueblo ubicado en el condado de Oxford en el estado estadounidense de Maine. En el Censo de 2010 tenía una población de 238 habitantes y una densidad poblacional de 12,17 personas por km².

## Geografía
Hanover se encuentra ubicado en las coordenadas 44°29′41″N 70°44′5″O / 44.49472, -70.73472. Según la Oficina del Censo de los Estados Unidos, Hanover tiene una superficie total de 19.56 km², de la cual 18.23 km² corresponden a tierra firme y (6.82%) 1.33 km² es agua.

## Demografía
Según el censo de 2010, había 238 personas residiendo en Hanover. La densidad de población era de 12,17 hab./km². De los 238 habitantes, Hanover estaba compuesto por el 96.64% blancos, el 0% eran afroamericanos, el 1.26% eran amerindios, el 0.42% eran asiáticos, el 0% eran isleños del Pacífico, el 0.42% eran de otras razas y el 1.26% pertenecían a dos o más razas. Del total de la población el 1.68% eran hispanos o latinos de cualquier raza.